# Железничка станица Ловћенац
Железничка станица Ловћенац је једна од железничких станица на прузи Београд—Суботица. Налази се у насељу Мали Иђош у општини Мали Иђош. Пруга се наставља у једном смеру ка Мали Иђошу пољу и у другом према Врбасу. Железничка станица Ловћенац састоји се из 4 колосека.